# Detva (distrito)
O Distrito de Detva (eslovaco: Okres Detva) é uma unidade administrativa da Eslováquia Central, situado na Banská Bystrica (região), com 33.426 habitantes (em 2003) e uma superfície de 475 km². 

## Demografia
| Ano:        | 1994   | 2004   | 2014   | 2024   |
| ----------- | ------ | ------ | ------ | ------ |
| Broj ljudi: | 34 200 | 33 173 | 32 632 | 30 380 |
| Razlika:    |        | -3,00% | -1,63% | -6,90% |

| Ano:               | 2023   | 2024   |
| ------------------ | ------ | ------ |
| Número de pessoas: | 30 562 | 30 380 |
| Diferença:         |        | -0,59% |

## Cidades
- Detva (capital)
- Hriňová

## Municípios
- Detvianska Huta
- Dúbravy
- Horný Tisovník
- Klokoč
- Korytárky
- Kriváň
- Látky
- Podkriváň
- Slatinské Lazy
- Stará Huta
- Stožok
- Vígľaš
- Vígľašská Huta-Kalinka